# Книжкова серія
Книжкова серія — сукупність самостійних друкованих видань, які позиціонуються видавцем як складові єдиної послідовності. Найчастіше книги серії виходять в одному видавництві і об'єднані загальним оформленням.
У сучасному книговиданні твори жанрової літератури (детектив, фантастика та фентезі, любовний роман, гумористична проза, деякі піджанри дитячої літератури тощо) випускаються саме в складі книжкових серій. У ряді випадків такі серії є складовою частиною вигаданих світів, в яких, крім книг, випускають ігри (комп'ютерні або настільні), фільми або серіали, а також пов'язану продукцію. У той же час серійний принцип книговидання традиційно широко поширений в області науково-популярної літератури, а також поезії.
Періодичні або продовжувані видання складаються з нумерованих або датованих випусків. Неперіодичні утворюють відкриту серію, якщо тривалість випуску заздалегідь не встановлена, і закриту — якщо її вихід обмежений певним часом. 